# Arnout de Muyser
Pour les articles homonymes, voir Muyser.
Arnout de Muyser est un peintre de scène de genre de la seconde moitié du XVIe siècle.

## Œuvres
On ne sait pas grand-chose sur cet artiste qui signa deux Scène de marché, autrefois dans les collections des Farnèse de Parme et aujourd'hui conservées au musée de Capodimonte à Naples. Licia Ragghianti Collobi suggère pour cet artiste une formation à Anvers vers 1560-1570, en considérant dans ces deux Scène de marché des influences visibles de Joachim Bueckelaer pour les natures mortes, de Hans Vredeman de Vries pour les décors d'architecture et de Maarten de Vos pour les figures. Une œuvre intitulée La stalle du vendeur de poissons lui fut attribuée.